# محمود العارضة
محمود عبد الله علي عارضة (8 نوفمبر 1975)، من مواليد بلدة عرابة قضاء جنين، انتمى لحركة الجهاد الإسلامي في شبابه ليشارك من خلالها بعدد من العمليات العسكرية ضد إسرائيل. وهو أمير أسرى الجهاد في سجن جلبوع. وهو قائد عملية تحرر الأسرى، وهو عضو في الهيئة القيادية العليا لأسرى حركة الجهاد الإسلامي في فلسطين. ، حُكم بالسجن المؤبد بالإضافة إلى خمسة عشر عاماً إلى حين تحرره ضمن الدفعة الثانية من صفقة طوفان الأقصى بين حركة المقاومة الإسلامية (حماس) وإسرائيل بتاريخ 25 يناير 2025.

## في سجون إسرائيل
- اعتقاله جرى أول مرة عام 1992، وكان في الصف الأول ثانوي. وقد حكمت عليه محكمة الاحتلال بالسجن لمدة 4 سنوات رغم صغر سنه أمضى منها 41 شهراً في سجون الاحتلال وتم الإفراج عنه بعد اتفاق اوسلو عام 1993.[4]
- اعتقلت إسرائيل الأسير محمود العارضة في 21 أيلول/ سبتمبر 1996 بتهمة الانتماء والعضوية في الجناح العسكري لحركة الجهاد الإسلامي في فلسطين، والمشاركة في عمليات للمقاومة أدت لمقتل جنود إسرائيليين.
- تعرض الأسير العارضة خلال فترة اعتقاله الطويلة للكثير من التضييق، حيث جرى عزله في 19 يونيو 2011، وبعد 4 أشهر من العزل عقدت له محكمة داخلية وجددت له العزل لمدة 60 يوماً دون ذكر الأسباب.
- جرى عزله مرة أخرى في 11 يونيو 2014، على خلفية اكتشاف نفق في سجن شطة معد للهروب، وأمضى في العزل ما يزيد عن سنة.

## مؤلفاته
- كتاب فقه الجهاد.
- كتاب تأثير الشيخ الغزالي على حركة الجهاد الإسلامي في فلسطين.
- رواية الرواحل.

## هروبه من السجن
في حدث أمني وقع في صباح يوم 6 سبتمبر 2021، تمكن ستة أسرى فلسطينيين من الهروب من سجن جلبوع، حيثُ كان الأسير محمود عبد الله عارضة هو العقل المدبر لعملية الهروب من السجن.

### إعادة الاعتقال
أعلنت إذاعة الجيش الإسرائيلي في مساء يوم 10 سبتمبر (أيلول) 2021 عند أنهُ أُعيد اعتقال اثنين من الأسرى الفلسطينيين الذين فروا من سجن جلبوع، ووضحت أنهما: يعقوب قادري ومحمود عارضة.

## تحريره
تحرر محمود العارضة يوم السبت بتاريخ 25 يناير 2025، ضمن الدفعة الثانية من صفقة الأسرى بين حماس وإسرائيل، والتي ضمت 121 معتقلا من ذوي المؤبدات و79 معتقلاً من أصحاب الأحكام العالية.